# CH-53 (航空機)
CH-53 シースタリオン
CH-53D
- 用途：大型輸送ヘリコプター
- 製造者：シコルスキー・エアクラフト
- 運用者：
  -  アメリカ合衆国（海兵隊、海軍、空軍）
  -  ドイツ（ドイツ陸軍）
  -  イスラエル（イスラエル空軍）
- 初飛行：1964年10月14日
- 生産数：409機
- 運用開始：1966年9月
- 運用状況：現役
- 派生型：

  - CH-53E スーパースタリオン
  - CH-53K キングスタリオン
  - MH-53 ペイブロウ
  - RH-53 シースタリオン

CH-53 シースタリオン（CH-53 Sea Stallion）は、アメリカ海兵隊の強襲作戦用に開発されたシコルスキー・エアクラフト社製の重量物輸送ヘリコプター（heavy lift transport helicopter）。愛称のスタリオンは、成長し去勢されていないオス馬の意。社内・輸出・民間型などの呼称はS-65。
原型は、当時西側諸国最大のヘリコプターとして初飛行し、アメリカ海兵隊への引渡しは1966年より開始されている。以来改良、強化、多用途化が続けられ、アメリカ海軍、アメリカ空軍はもとより、ドイツ、イスラエルなどにも輸出されている。

## 来歴
アメリカ海兵隊は、1960年より、HR2S（シコルスキーS-56）の後継となる輸送ヘリコプターの検討を開始した。当初は陸・海・空3軍と共同でXC-142の開発に参加していたが、開発の遅延と構造の複雑化を危惧して、海兵隊は離脱を決定した。
1962年3月、海軍兵器局 (BuWeps) は、海兵隊のための「次期重ヘリコプター」（Heavy Helicopter Experimental , HH(X)）の要求仕様を提示した。HH(X)計画に対し、ボーイング・バートル社はチヌークの改良型を、カマン社はフェアリー ロートダイン複合ヘリコプターの発展型を、そしてシコルスキー社はS-61のスケールアップ版を提示したが、イギリス政府がロートダイン計画への支援を打ち切ったためにまもなくカマン社は撤退し、ボーイング・バートル社とシコルスキー社の一騎打ちとなった。既にチヌークは陸軍で採用されていたことから優位に立っていたが、シコルスキー社はこの競争に全力を投入し、1962年7月に契約を獲得した。
当初計画ではプロトタイプ4機が製作されることになっていたが、海兵隊の予算不足のため半減することになり、1962年9月、シコルスキーは2機のYCH-53A試作機とモックアップ、地上試験用機体を1000万ドル弱で受注した。当時国防長官を務めていたロバート・マクナマラは軍種間の「共通化」を推し進めており、海兵隊にも陸軍と同じくチヌークを導入するよう働きかけていたものの、海兵隊は、チヌークを導入する場合にはかなりの変更を加える必要があり、かえって高くつくとして、説得に成功した。YCH-53Aは計画より4ヶ月遅れの1964年10月14日に初飛行している。続いて、16機の量産型CH-53Aの発注がなされている。量産機の引渡しは1966年9月から開始された。
|             | 輸送型                      | 掃海型        | 戦闘捜索救難型                            |
| ----------- | --------------------------- | ------------- | ----------------------------------------- |
| エンジン2基 | CH-53A CH-53D VH-53D CH-53G | RH-53A RH-53D | HH-53B HH-53C HH-53H MH-53H MH-53J MH-53M |
| エンジン3基 | CH-53E CH-53K               | MH-53E        |                                           |

## 輸送型
HH(X)計画では、8,000ポンド（3.6 t）のペイロードを搭載し、150ノット（280 km/h）の速度で、100海里（190 km）の行動半径を有することが求められていた。人員輸送のみならず、航空救難、航空機回収をも任務とするなど重物資輸送にも重点が置く機体とされた。この要求事項を満たすため、CH-53A（S-65）は、シコルスキー S-61R（CH-3）を参考にした胴体に、シコルスキー S-64の動力系統を組み合わせ、エンジンをゼネラル・エレクトリック T64に換装した機体となった。
CH-53Aは、機内に38名の完全武装兵、または担架に乗せた42名の負傷兵と4名の看護員を乗せることができた。貨物の積載量は3,600 kgで、5,900 kgまでの大型機材を吊り下げ輸送することもできた。
1967年1月には海兵隊の第463海兵重ヘリコプター飛行隊（HMH-463）の機体がベトナム戦争に投入され、CH-54とともに物資輸送に用いられた。CH-53Aは総計139機が製造されている。
エンジンをT64-GE-6（2,850 shp）からT64-GE-413（3,925 shp）に換装したCH-53Dは、1969年1月27日に初飛行している。同年3月より引渡しが開始され、126機が製造されている。トランスミッションなども改良されたことにより、兵員も55名の輸送が可能となった。なお兵員輸送用のほか、CH-53Dを元にした要人輸送型としてVH-53Dがあり、さらにマリーンワン向けとしてVH-53Fが6機発注されたものの、こちらはキャンセルされた。

## 掃海型

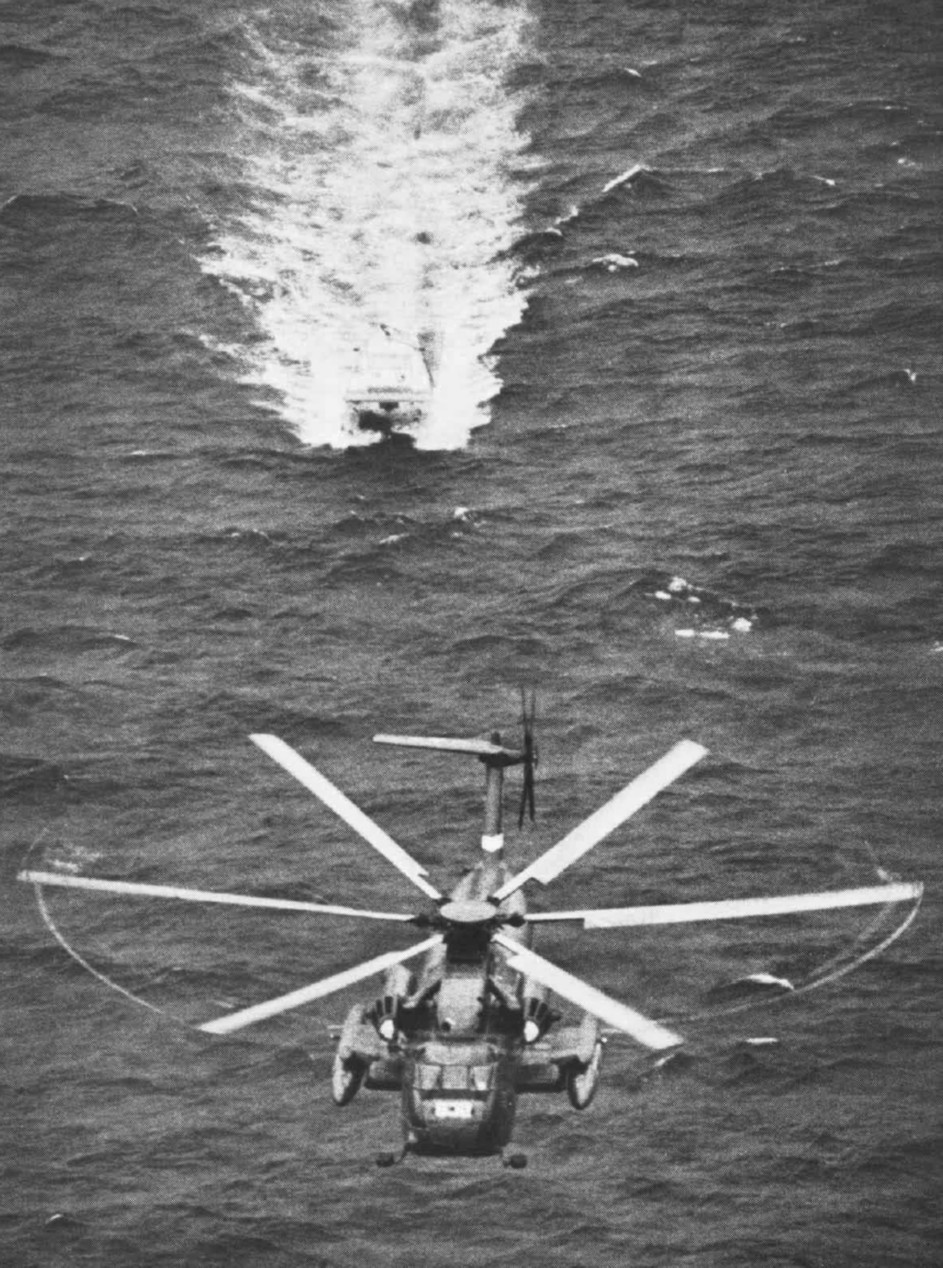
掃海具を曳航するRH-53D

アメリカ海軍は1971年に、海兵隊よりCH-53Aを15機取得し、掃海ヘリコプターRH-53Aとして運用した。これは、エンジンがT64-GE-413に換装されている。この機体は後にCH-53Aとして海兵隊に返却された。続いてCH-53Dを原型としたRH-53Dが製造され、海軍は30機を取得している。
航空掃海具の曳航の他、機雷処分用にブローニングAN/M2機関銃（航空機搭載型）を装備している。RH-53Dはイーグルクロー作戦にて長い航続距離と艦載機としての運用能力を買われてデルタフォースを輸送するヘリコプターに選ばれ、砂漠地帯の飛行のため砂漠迷彩に塗り直されて使用されたが、元々この用途に適した機体ではなく、作戦は失敗に終わっている。

## 戦闘捜索救難型

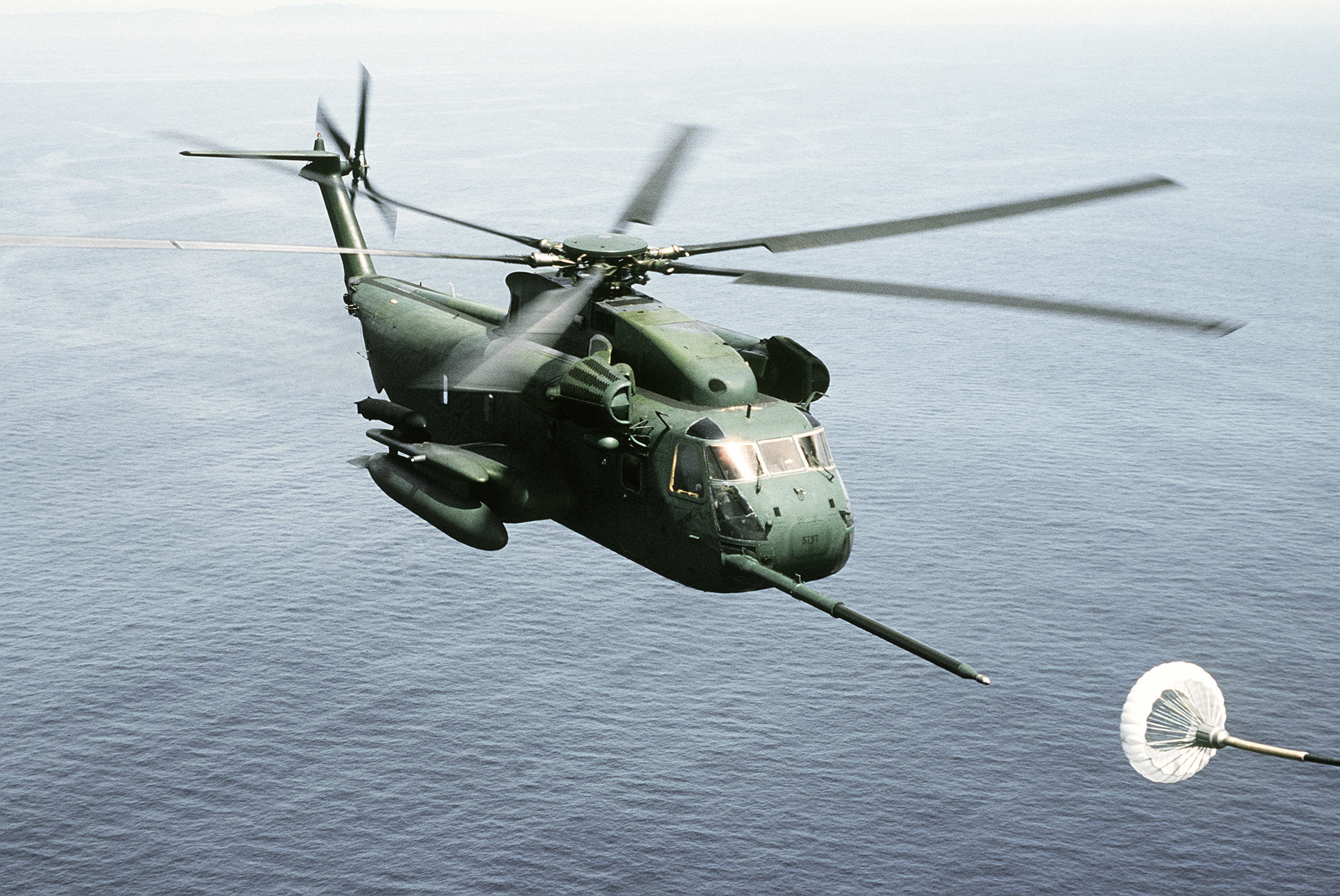
空中給油を受けるHH-53C

アメリカ空軍は、CH-53Aの発展型として機体側面に増槽を装備したCH-53Cを取得したほか、CH-53AをもとにHH-3Eと同じ装備を施した戦闘捜索救難機としてHH-53B スーパージョリーグリーン（Super Jolly Green）を運用しベトナム戦争に投入した。
その後、ドップラー・レーダーなどを含むペイブロウIIIシステムを搭載したHH-53H、特殊作戦も考慮した強化型のMH-53Jへと発展していった。

## 採用国
- アメリカ合衆国
- オーストリア
- ドイツ - かつては陸軍が運用していたが、2011年の再編成に伴い空軍に移管された。2022年に後継機のCH-47Fを対外有償軍事援助で40-60機調達することが決まった[6]。2024年時点で、60機のCH-53G/GA/GS/GEを保有している[7]。
- メキシコ
- イラン
- イスラエル - 第118飛行隊(1969年～)、第114飛行隊(1973年～)において運用。現在、"Yasur 2025" 仕様に改修されている。

### アメリカ軍以外での運用

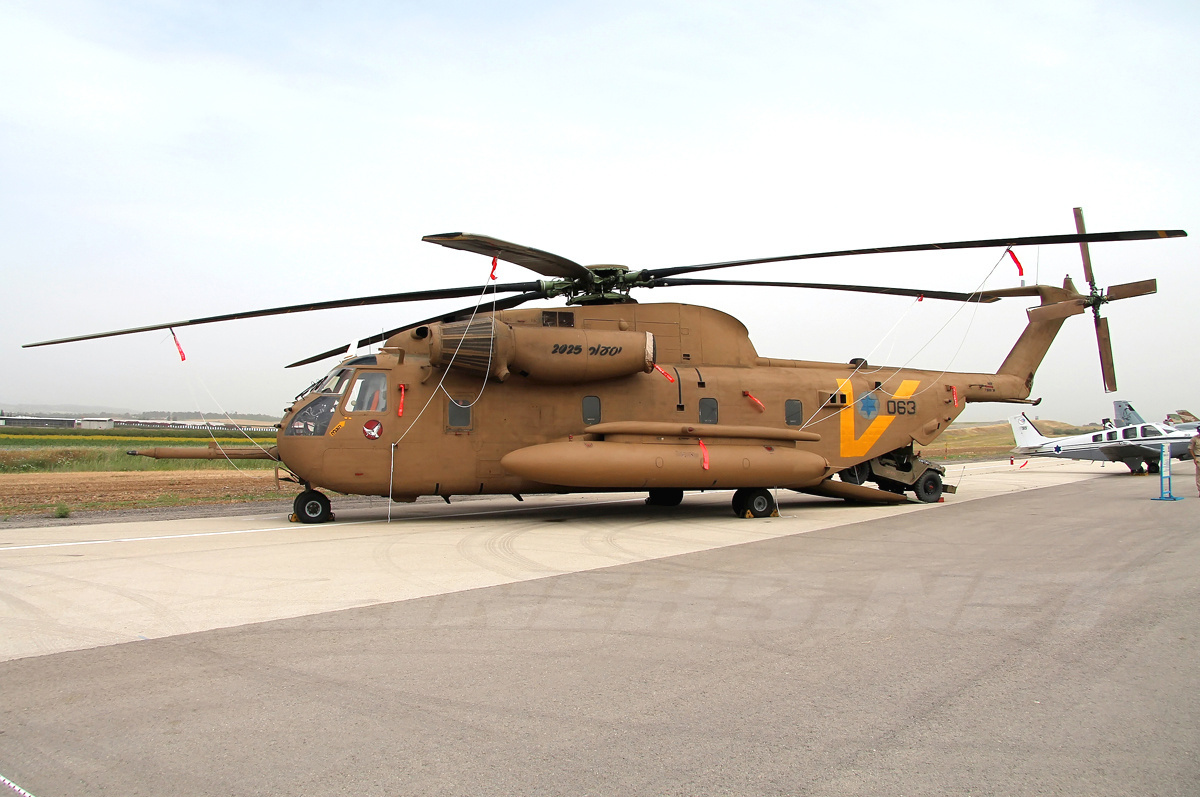
イスラエル空軍の"Yasur 2025"

アメリカ国外には、下記のようなモデルが輸出されている。このほか、イラン海軍はRH-53Dを取得したが、イラン・イラク戦争後はもっぱら輸送任務に使用していると見られている。
CH-53G
西ドイツ陸軍（当時）向けの輸出型。CH-53D相当。
CH-53GA
CH-53Gの改良型。
CH-53GS
CH-53Gのエンジン換装型。
S-65C-3
イスラエル航空宇宙軍向けの輸出型。HH-53C相当。
Yasur 2000
イスラエル空軍において1990年代初頭に実施された近代化改修。運用寿命を2000年代まで延ばす事が目的とされた。
Yasur 2025
イスラエル空軍において2007年に実施された近代化改修。運用寿命を2025年頃まで延ばす事が目的とされている。
S-65Öe
オーストリア空軍向けの輸出型。CH-53C相当。10年程度で運用を終了しイスラエルに売却した。

## 性能・主要諸元 (CH-53D)

### 諸元
- 乗員：41名（操縦士2名、輸送責任者1名、兵員38名）
- 全長：88 ft 6 in（26.97 m）
- 主回転翼直径：72 ft 2.7 in（22.01 m）（6枚ローター）
- 全高：24 ft 11 in（7.6 m）
- 発動機：ゼネラル・エレクトリック製 T64-GE-413 ターボシャフト×2 各3,925 shp
- 全幅（回転翼含む）：28 ft 4 in（8.64 m）
- 全幅（胴体）：15 ft 6 in（4.7 m）
- 空虚重量：23,628 lb（10.740 t）
- 最大全備重量：33,500 lb（15.227 t）
- 最大離陸重量（内部積載）：69,750 lb（31.666 t）
- 最大離陸重量（外部積載）：73,500 lb（33.369 t）

### 性能
- 超過禁止速度：130 knots=M0.20（240.76 km/h）
- 航続距離：540 nm（1,000 km）
- 実用上昇限度：16,750 ft（5,106 m）
- 上昇率：2,460 ft/min（750 m/min）

## 登場作品

### 映画・テレビドラマ
『エアポート'75』
HH-53Bが登場。
『キリング・フィールド』
『キングコング:髑髏島の巨神』
髑髏島調査部隊の機体としてUH-1やCH-47 チヌークとともに登場。
『デルタ・フォース』
CH-53Aが登場。冒頭にて、人質救出作戦を行うデルタフォースを輸送していたが、作戦は失敗し、1機が墜落して炎上する。
撮影には、イスラエル国防軍所属機が使用されている。
『ドーン・オブ・ザ・デッド』
オープニングに登場。周囲からゾンビが押し寄せる中、議会議事堂前に着陸しようとしている。その後も主人公らが立てこもるショッピングモールを通過していく。
『バイオハザードV リトリビューション』
ウェスカーがアリス一行を救助するために送る他、ホワイトハウスでの最終決戦にも数機が参戦しているが、キペペオの攻撃により撃墜されている。
『バトルシップ』
アメリカ海兵隊のCH-53Dが登場。オアフ島の基地に多数の機体が駐機していたが、エイリアンが放った自立型ボール状兵器の攻撃により、全機が破壊されてしまう。

### アニメ・漫画
『オメガ7』
日本の超法規的特殊部隊「オメガ」の輸送用としてCH-53が登場。米軍将校から贈与された員数外の機体という設定。
『新世紀エヴァンゲリオン』
第10使徒の第3新東京市への襲来から民間人を避難させる際に多数の機体が登場また、NERV所属406号機に葛城ミサトが搭乗し、使徒の観測にも使用。
『第2次朝鮮戦争 ユギオII』
小林源文の漫画。米軍所属機が登場しており、北朝鮮元山市への日米韓合同の上陸作戦に際してM777 155mm榴弾砲を空輸する。
『ドキドキ!プリキュア』
第47話・第48話に五星財閥の保有機として登場。四葉財閥のCH-47 チヌークとともに、キングジコチューの襲撃を受けた大貝町から避難民を輸送している。

### ゲーム
『Just Cause』
「Jackson JC-2 Alamo」の名称で登場する。主人公、リコの移動手段として使用される。
『World in Conflict』
アメリカ軍が車両配備要請を行った時のみに出現。
『大戦略シリーズ』
『マーセナリーズ』
韓国軍が使用する輸送ヘリコプターとして「K-53」の名称で登場する。